# Petro Nini Luarasi
Petro Nini Luarasi (Luaras, 22 aprile 1864 – Ersekë, 17 agosto 1911) è stato un attivista, presbitero, insegnante e giornalista albanese.
Il padre, Petro Nini Kostallari, era anch'egli un attivista del rinascimento albanese, un insegnante e pubblicista.

## Biografia
Dopo aver terminato gli studi presso il seminario di Qestorat con professore Koto Hoxhi, lavorò come insegnante nei villaggi del Distretto di Kolonjë. Qui ebbe l'opportunità di insegnare la lingua e la cultura albanese a molti studenti. Tutte le attività pedagogiche di cui era artefice furono segrete in quanto il regime ottomano e gli occupatori greci impediva lo studio della lingua albanese. Tra il 1887 ed il 1893 aprì ad Ersekë ed in alcuni villaggi del Distretto di Kolonjë numerose scuole di albanese. Nel 1892 fondò assieme a Gjerasim Qiriazi l'organizzazione di culto protestante "Fratellanza dell'Albania" (in albanese: "Vëllazëria e Shqipërisë").
In seguito emigrò negli Stati Uniti e nel periodo tra il 1904 ed il 1908, divenne un membro attivo del Movimento Nazionale Albanese ed iniziatore della associazioni patriottiche come: "Nostalgia per la Patria" (in albanese: Mall i mëmëdheut) ed "Il Pelasgo" (in albanese: Pellazgu). Luarasi lavorò anche come preside ed insegnante nella prima scuola albanese delle sorelle Gjerazi in Korçë e nel periodo 1909-1911 ha lavorato anche come direttore della scuola Negovani, che venne fondata da Papa Kristo Negovani.

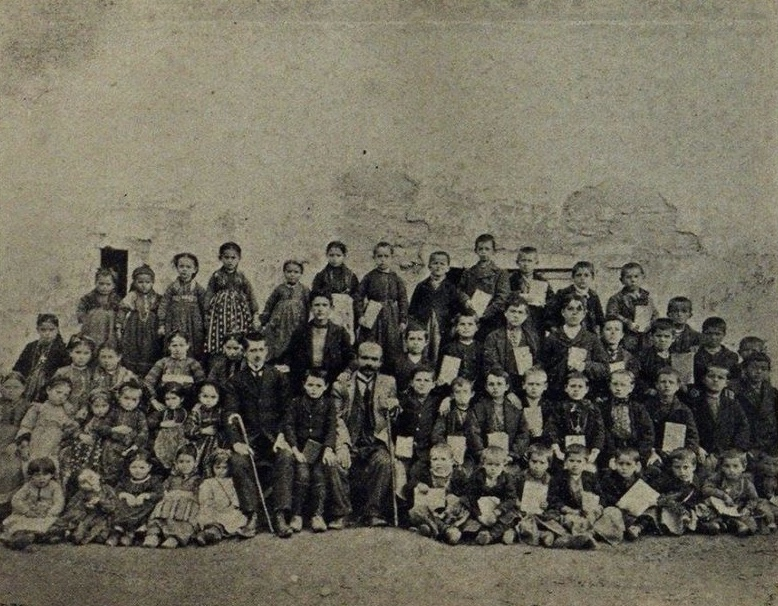
Scuola albanese di Flampouro nel 1909. Petro Nini Luarasi (insegnante) si trova al centro.

Luarisi ha anche contribuito alle organizzazioni per la liberazione dell'Albania dall'Impero Ottomano.
Petro Nini Luarasi è stato uno dei delegati al Congresso di Monastir che nel 1908 ha sancito la creazione dell'alfabeto albanese. Per le sue gesta patriottiche, l'insegnamento della lingua albanese e l'attivismo sociale egli fu perseguitato dai Giovani Turchi e dal Patriarca Ecumenico di Costantinopoli. Morì avvelenato da quest'ultimo il 17 agosto 1911.

## Opere
Ha collaborato, pubblicato ed è stato redattore capo delle seguenti riviste:
- L'unificazione della Nazione (in albanese: Bashkimi i kombit) pubblicato a Monastir tra il 1909 ed il 1910, dove egli era co-direttore;
- Luce (in albanese: Drita), pubblicata a Sofia, Bulgaria tra il 1907 ed il 1908;
- La Nazione (in albanese Kombi), pubblicata a Boston nel 1908;
- La Liberta' (in albanese: Liria), pubblicata a Salonicco tra il 1909 ed il 1910.

In queste riviste ha pubblicato insegnamenti, poesie e scritti pubblicistici. Nelle sue opere politiche quali "La maledizione delle lettere albanesi" (in albanese Mallkimi i shkronjave shqipe) e "La diffamazione dell'albanese" (in albanese Çpërfolja e shqiptarit, Manastir, 1911), egli protesse i diritti del popolo albanese a professare la propria cultura nazionale. Egli propaga le idee principali del Rinascimento Nazionale albanese, che erano quelle di unire il popolo albanese nella loro lotta per la libertà di Albania, a prescindere dalle credenze religiose.

## Riconoscimenti
Petro Nini Luarasi è stato premiato dal governo albanese con il titolo "Maestro popolare d'Albania". Inoltre, una scuola superiore porta il suo nome a Tirana, Albania. Il 13 gennaio 2012 il Presidente dell'Albania, Bamir Topi decorò post mortem Luarasi concedendogli l'onorificenza Onore della Nazione d'Albania.

## Titoli delle opere
- Articoli in Luce (in albanese: Drita) Sofje, 1907–1908, dove era capo redattore;
- La Maledizione delle Lettere Albanesi (in albanese Mallkimi i shkronjave shqipe), Manastir, 1911;
- La diffamazione dell'albanese (in albanese Çpërfolja e shqiptarit), Manastir, 1911.